# Nikon
Japonská firma Nikon (nebo také Nikon Corporation či Nikon Corp., japonsky 株式会社ニコン, Kabušiki gaiša Nikon) je jedním z předních světových výrobců klasických i digitálních fotoaparátů a fotografické optiky. Mimo vybavení pro fotografii vyrábí i další optické přístroje, jako jsou například mikroskopy, dalekohledy, brýlové čočky, geodetické přístroje, přístroje pro výrobu polovodičových součástek, a další jemná zařízení, jako například krokové motory.

## Historie firmy

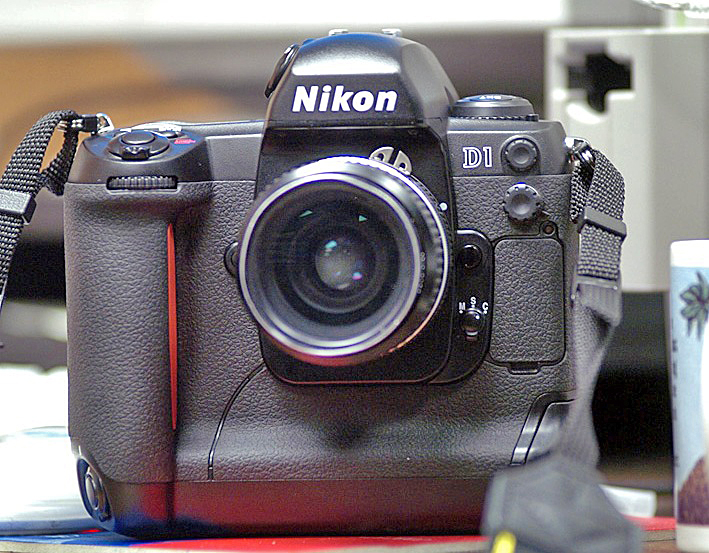
První digitální jednooká zrcadlovka Nikon D1 (rok 1999)

### Raná historie
V roce 1917 se spojili tři malí japonští výrobci optiky a vytvořili optickou firmu Nippon Kogaku K.K. V roce 1921 zahájila firma výrobu prvních malých binokulárních dalekohledů MIKRON. V roce 1925 byla zahájena výroba mikroskopu JOICO. V roce 1932 byla poprvé pro fotografickou optiku použita dodnes používaná značka Nikkor.
Hlavní rozvoj prodělala firma za 2. světové války. Díky armádním zakázkám a získání technologií ze spřáteleného Německa zvětšila svou velikost více než 100×.
Po druhé světové válce v roce 1948 firma zahájila výrobu prvního malého fotoaparátu Nikon I. V témže roce přestal optiku Nikonu používat jeho největší konkurent – Canon.
V roce 1959 začala firma vyrábět Nikon F – svou první jednookou zrcadlovku

### Fotoaparáty pro kosmický výzkum
Vzhledem k popularitě fotoaparátů Nikon ve Spojených státech, NASA v šedesátých letech firmu Nikon vybrala pro vývoj kinofilmového fotoaparátu pro kosmický výzkum.
První aparát pro kosmický výzkum sice vycházel z osvědčeného Nikonu F, ale musel být pro splnění přísných kritérií NASA výrazně přepracován. Poprvé byl použit až v roce 1970 v misi Apollo 15 (čtvrté přistání na Měsíci).
Nikon poznatky získané při vývoji a využití tohoto aparátu aplikoval pro svůj další vývoj, takže další aparáty založené na komerčních F2 a F3 již potřebovaly pro použití v NASA výrazně menší úpravy a aparát z roku 1989 založený na komerčním F4 má již jen několik kosmetických úprav týkajících se snadnějšího ovládání ve skafandru a beztížném stavu.
V roce 1974 postavila firma 105cm Schmidtův teleskop v tokijské observatoři.

### Digitální technika
V roce 1997 zahájila výrobu prvního digitálního fotoaparátu Nikon Coolpix 100. V roce 1999 vyrobila svou první digitální jednookou zrcadlovku Nikon D1. V roce 2006 ukončila výrobu všech kinofilmových zrcadlovek s výjimkou profesionálního modelu Nikon F6. V roce 2007 dala na trh svou první full-frame (senzor má velikost políčka kinofilmu) digitální zrcadlovku (i přes několik vyjádření firmy z roku 2006, že tuto velikost čipu podporovat nebude).

### Nikon versus Canon
Současný největší japonský rival Nikonu na poli fotografické techniky, firma Canon, ve svých prvních aparátech v letech 1935 – 1948 používala výhradně optiku Nikkor. Dnes jsou fotoaparáty obou firem prakticky nekompatibilní.
Existuje však řada nezávislých výrobců, kteří vyrábějí své příslušenství (objektivy, blesky) ve variantách přizpůsobených pro těla fotoaparátů Nikon, Canon i dalších značek. Mnoho dalšího příslušenství je natolik standardizováno, že je použitelné prakticky na jakoukoliv značku (filtry, stativy).

## Produkty pro fotografii

### Fotoaparáty

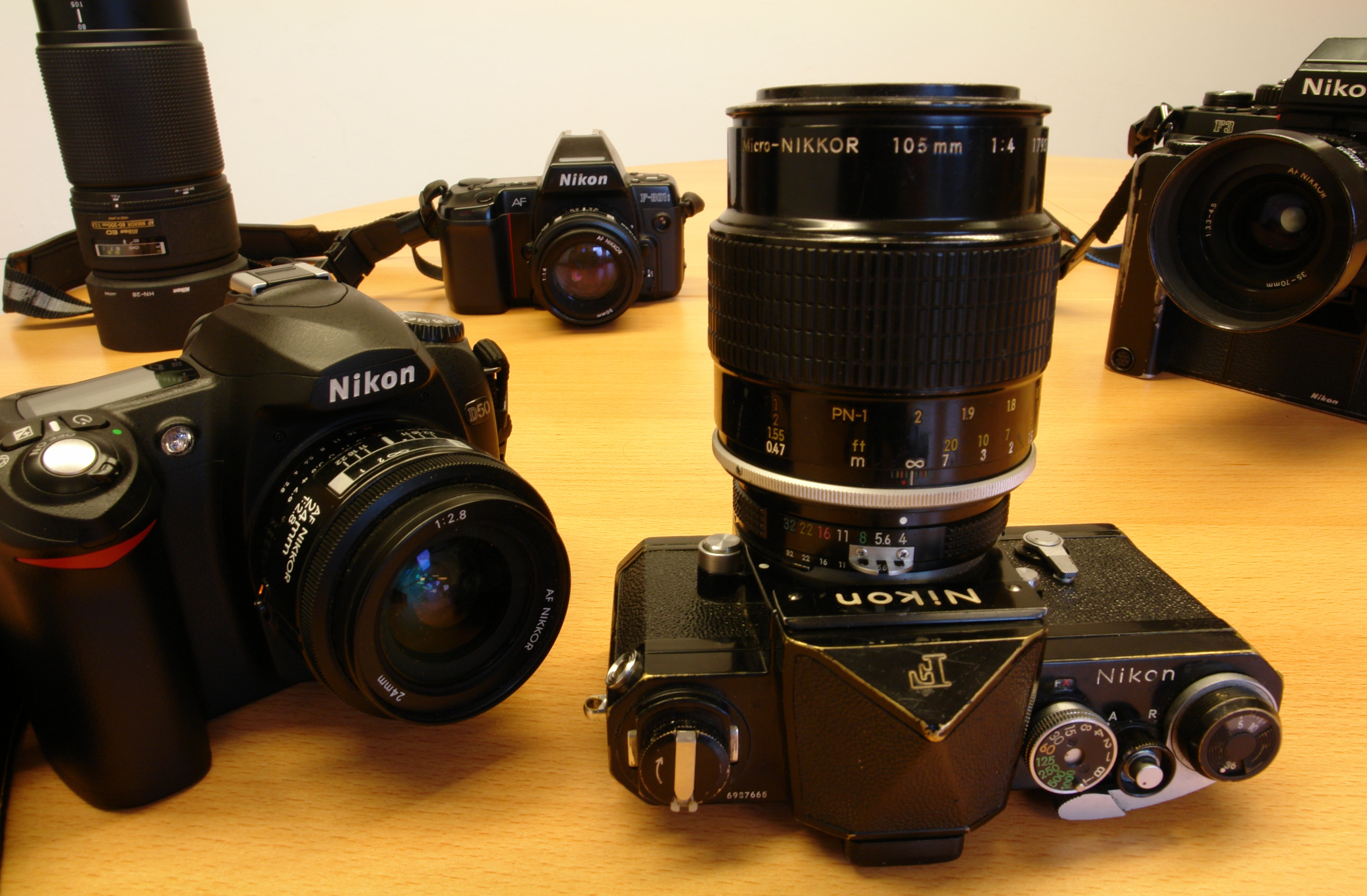
Fotoaparáty Nikon

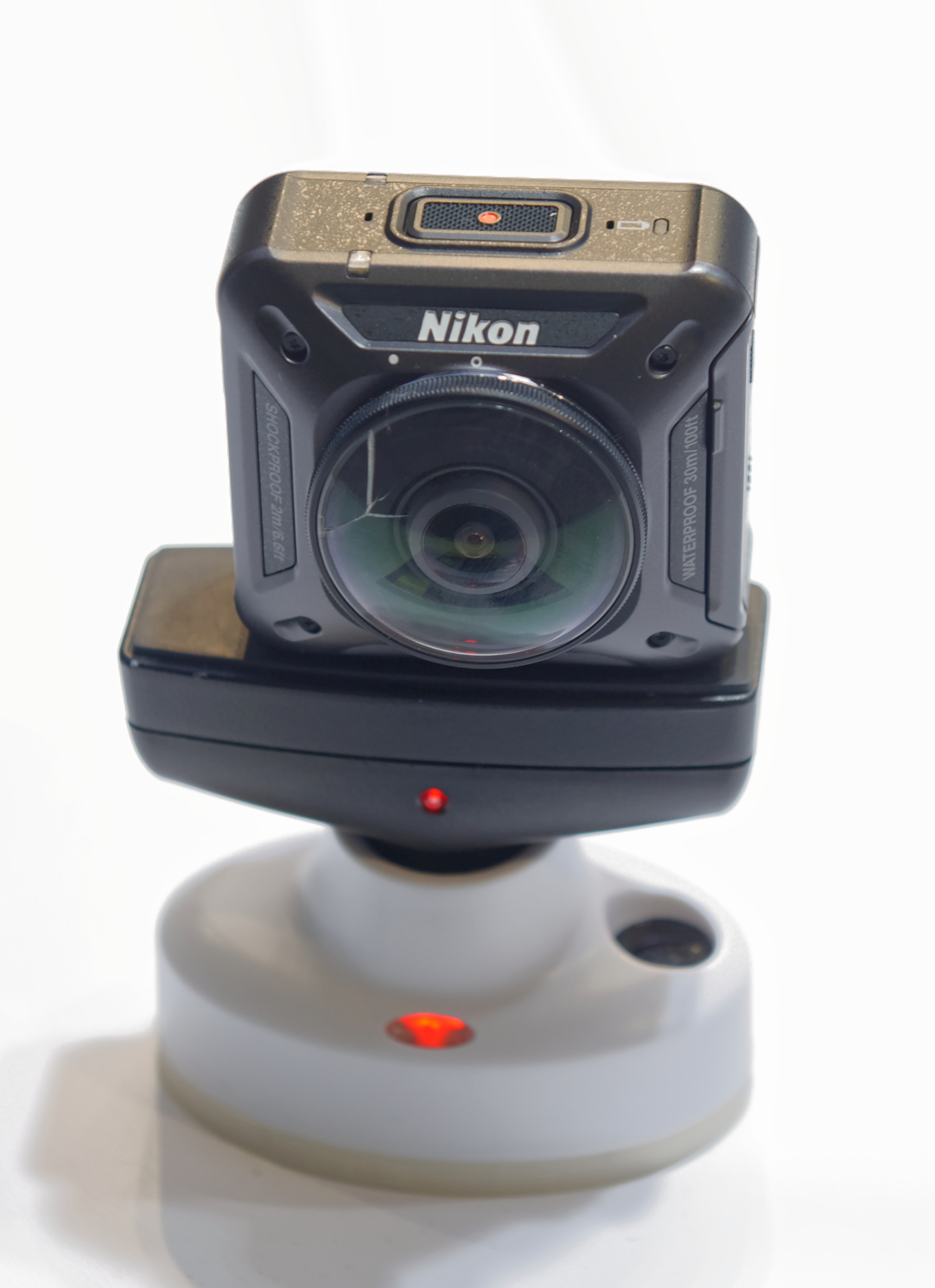
Nikon KeyMission 360

#### S hledáčkem
- Nikon I (1948)
- Nikon M (1949)
- Nikon S (1951)
- Nikon S2 (1954)
- Nikon SP (1957)
- Nikon S3 (1958)
- Nikon S4 (1959)
- Nikon S3M (1960)
- Nikonos řada aparátů pro fotografování pod vodou

#### Zrcadlovky s manuálním zaostřováním

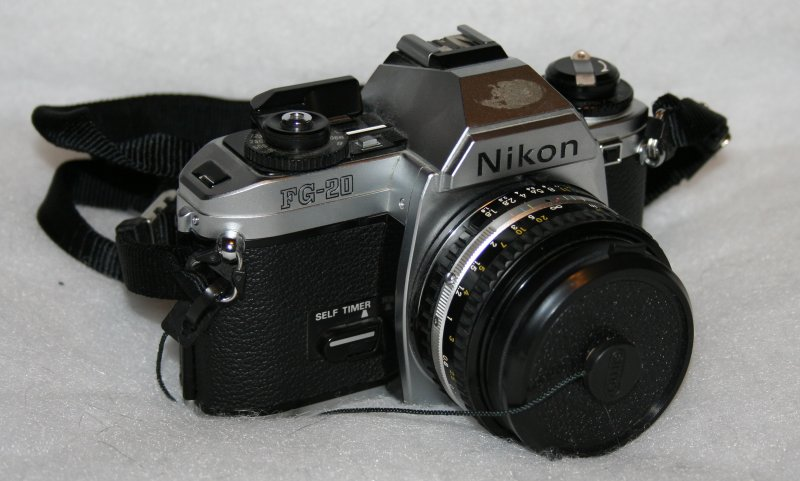
Nikon FG 20

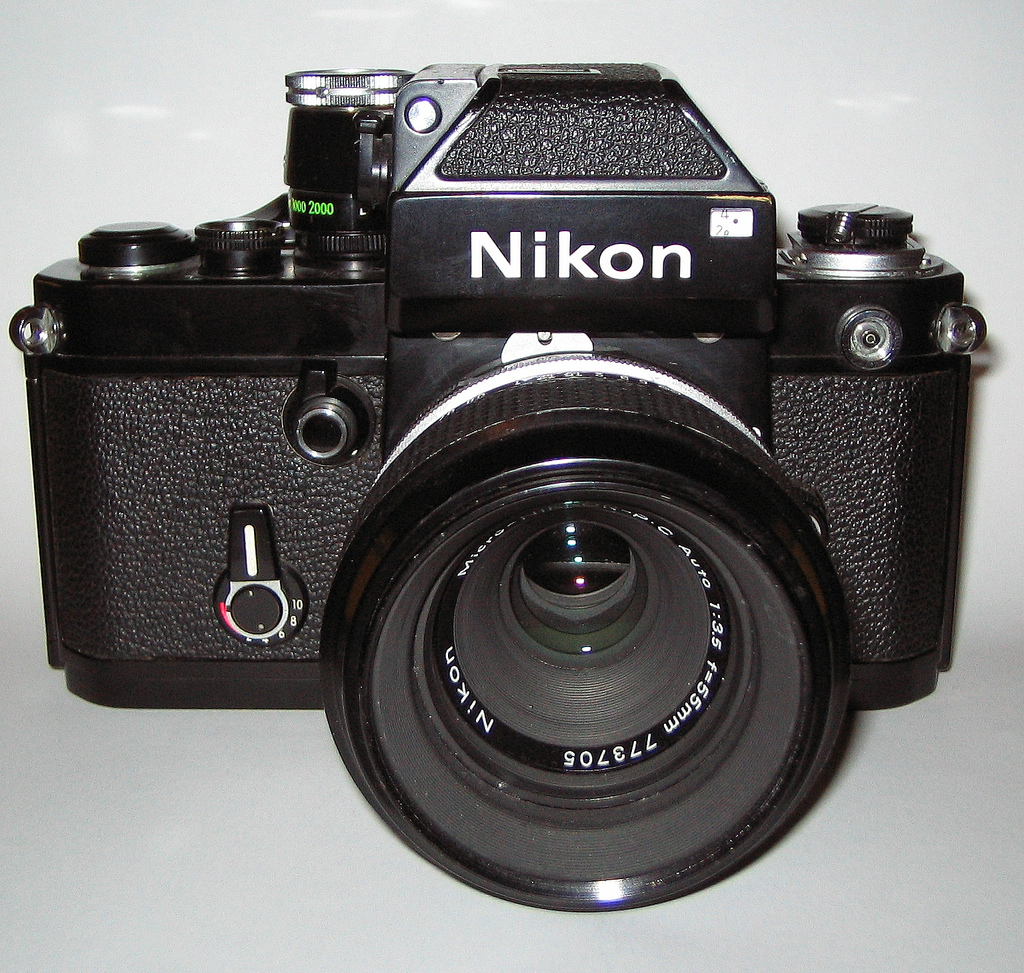
Nikon F2

- Nikon FM3A
- Nikon FM10
- Nikon FE10
- Nikon FA
- Nikon FE
- Nikon FE2
- Nikon FG
- Nikon FG20
- Nikon FM
- Nikon FM2
- Nikon F series
- Nikon F2 series
- Nikon F3 series
- Nikkormat series
- Nikkorex series
- Nikon EL2
- Nikon EM
- Nikon F301

#### Zrcadlovky sautomatickým zaostřováním
- Nikon F50
- Nikon F60
- Nikon F70
- Nikon F401
- Nikon F401S
- Nikon F401X
- Nikon F501
- Nikon F601
- Nikon F801
- Nikon F801S
- Nikon F90
- Nikon F90x
- Nikon F55
- Nikon F65
- Nikon F75
- Nikon F80
- Nikon F100
- Nikon F4
- Nikon F5
- Nikon F6

#### Digitální kompaktní fotoaparáty
- rozsáhlá řada typů Nikon Coolpix

#### Digitální zrcadlovky

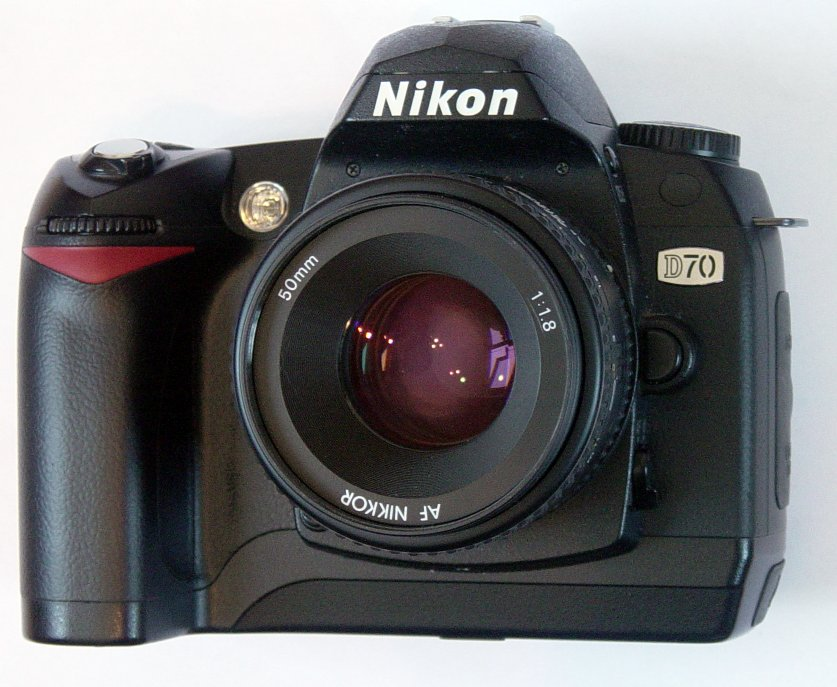
Nikon D70

- Nikon D40
- Nikon D40x
- Nikon D50
- Nikon D60
- Nikon D3000
- Nikon D3100
- Nikon D3200
- Nikon D3300
- Nikon D3400
- Nikon D5000
- Nikon D5100
- Nikon D70
- Nikon D70s
- Nikon D80
- Nikon D90
- Nikon D7000
- Nikon D7100
- Nikon D100
- Nikon D200
- Nikon D300
- Nikon D500
- Nikon D700
- Nikon D1
- Nikon D1H
- Nikon D1X
- Nikon D2H
- Nikon D2X
- Nikon D2Hs
- Nikon D2Xs
- Nikon D3
- Nikon D3X
- Nikon D3s
- Nikon D4

### Objektivy

#### Značení objektivů
Pro označení objektivů používá Nikon následující zkratky:
- AF – Autofocus – automatické ostření (motorem z těla fotoaparátu).
- AF-S – Autofocus-Silent – používá pro ostření ultrazvukový piezomotor (rychlejší a tiché ostření).
- AF-I – Autofocus-Internal – největší teleobjektivy mají svůj vestavěný elektrický motor, protože motor v těle fotoaparátu by je neutáhl.
- ED – Extra-low Dispersion glass – využito speciální sklo snižující chromatickou aberaci.
- IF – Internal Focus – Při ostření se pohybují jen elementy uvnitř objektivu, objektiv nemění své vnější rozměry.
- DX – Lens – objektiv pro použití jen v digitálních zrcadlovkách, které mají snímač formátu APS-C (u digitálních zrcadlovek s čipem FF nevykreslé cel pole).
- VR – Vibration Reduction – Uvnitř objektivu je soustava piezoelementů natáčejících obraz proti směru vibrací. Umožňuje fotografování „z ruky“ v situacích, které by normálně už vyžadovaly stativ.
- D – Distance/Dimension (udáváno za f-číslem) – Objektiv podporuje systém pro měření expozice 3D Matrix.
- G – (udáváno za f-číslem) Objektiv nemá kroužek pro změnu clony. Ta se mění elektronicky z těla fotoaparátu (totéž mají objektivy s označením D).
- Micro – Objektiv vhodný pro makrofotografii.
- N – na čočkách je využito antireflexních vrstev z nanokrystalů.
- PC – Perspective Control – objektiv umožňující korekci perspektivního zkreslení.
- IX – speciální objektivy výhradně pro aparáty z řady Pronea
- DC – Objektiv má ovládání hloubky ostrosti a vzhledu rozostření (tzv. bokeh).
- AI/AI-S – Auto (aperture) Indexing – objektiv má výstupek pro přenos informace o nastavené cloně do těla aparátu (používaly první fotoaparáty vybavené expoziční poloautomatickou a automatikou).

#### Výběr některých objektivů pro jednooké zrcadlovky
- 14 mm f/2.8D ED AF
- 16 mm f/2.8D AF Fisheye – rybí oko
- 18 mm f/2.8D AF
- 20 mm f/2.8 AF
- 20 mm f/2.8D AF
- 20 mm f/2.8 AF
- 24 mm f/2.8D AF
- 24 mm f/2.8 AF
- 28 mm f/1.4D AF
- 28 mm f/2.8 AF
- 28 mm f/2.8D AF
- 35 mm f/2 AF
- 35 mm f/2D AF
- 50 mm f/1.4 AF
- 50 mm f/1.4D AF
- 50 mm f/1.4G AF-S
- 50 mm f/1.8 AF
- 50 mm f/1.8D AF
- 85 mm f/1.4D AF
- 85 mm f/1.8D AF
- 105 mm f/2D AF DC
- 135 mm f/2D AF DC
- 180 mm f/2.8D ED-IF AF
- 200 mm f/2G ED-IF AF-S VR
- 300 mm f/2.8G ED-IF AF-S VR
- 300 mm f/2.8D ED-IF AF-S II
- 300 mm f/2.8 ED-IF AF
- 300 mm f/4D ED-IF AF-S
- 400 mm f/2.8D ED-IF AF-S II
- 500 mm f/4D ED-IF AF-S II
- 600 mm f/4D ED-IF AF-S II
- 18–35 mm f/3.5-4.5D ED-IF AF
- 20–35 mm f/2.8D IF
- 24–85 mm f/2.8-4D IF AF
- 24–85 mm f/3.5-4.5G ED-IF AF-S
- 24–120 mm f/3.5-5.6G ED-IF AF-S VR
- 28–80 mm f/3.3-5.6G AF
- 28–100 mm f/3.5-5.6G AF
- 28–105 mm f/3.5-4.5D AF
- 28–200 mm f/3.5-5.6G ED-IF AF
- 70–210 mm f4-5.6 AF
- 70–210 mm f4-5.6D AF
- 70–300 mm f/4.5-5.6D ED AF
- 70-300 mm f/4.5-5.6G AF
- 17–35 mm f/2.8 ED-IF AF-S
- 28–70 mm f/2.8D ED-IF AF-S
- 35–70 mm f/2.8D AF
- 70–200 mm f/2.8G ED-IF AF-S VR
- 80–200 mm f/2.8 ED AF
- 80–200 mm f/2.8D ED AF
- 80–400 mm f/4.5-5.6D ED AF VR
- 200–400 mm f/4G ED-IF AF-S VR
- 10.5 mm f/2.8G ED AF DX
- 12–24 mm f/4G ED-IF AF-S DX
- 17–55 mm f/2.8G ED-IF AF-S DX
- 18–70 mm f3.5-4.5G ED-IF AF-S DX
- 18–55 mm f/3.5-5.6G ED AF-S DX
- 18–55 mm f/3.5-5.6G ED AF-S DX VR
- 55–200 mm f/4-5.6G ED AF-S DX
- 18–200 mm f/3.5-5.6G ED AF-S VR DX
- 18–300mm f/3.5-5.6G ED AF-S VR DX
- 60 mm f/2.8D AF Micro
- 105 mm f/2.8D AF Micro
- 105 mm f/2.8G ED-IF AF-S VR Micro
- 200 mm f/4D ED-IF AF Micro
- 70–180 mm f/4.5-5.6 ED AF-D Micro
- 85 mm f/2.8D PC Micro Nikkor
- 40 mm f/4N EL-Nikkor
- 50 mm f/2.8N EL-Nikkor
- 63 mm f/2.8N EL-Nikkor
- 75 mm f/4N EL-Nikkor
- 80 mm f/5.6N EL-Nikkor
- 105 mm f/5.6 EL-Nikkor
- 135 mm f/5.6 EL-Nikkor
- 150 mm f/5.6 EL-Nikkor
- 180 mm f/5.6A EL-Nikkor
- 210 mm f/5.6A EL-Nikkor
- 300 mm f/5.6 EL-Nikkor
- 6 mm f/2.8 Fisheye-Nikkor 220° Non-Ai (tento objektiv „vidí za sebe“)
- 6 mm f/5.6 Fisheye-Nikkor Non-Ai[p. 1]
- 8 mm f/2.8 Fisheye-Nikkor
- 8 mm f/5.6 Fisheye-Nikkor Non-Ai[p. 1]
- 10 mm f/5.6 Nikkor-OP 180° Fisheye[p. 1]
- 13 mm f/5.6 Nikkor Ai
- 13 mm f/5.6 Nikkor Ai-S
- 15 mm f/3.5 Nikkor Ai
- 15 mm f/3.5 Nikkor Ai-S
- 15 mm f/5.6 Nikkor Non-Ai
- 15 mm f/5.6 Nikkor Non-Ai Q.DC
- 16 mm f/2.8 Nikkor Fisheye-Nikkor Ai-S
- 16 mm f/3.5 Nikkor Fisheye-Nikkor Ai-S
- 18 mm f/3.5 Nikkor Ai-S
- 18 mm f/4 Nikkor Ai
- 20 mm f/2.8 Nikkor Ai-S
- 20 mm f/3.5 Nikkor Ai
- 20 mm f/3.5 Nikkor-UD Non- Ai
- 20 mm f/4 Nikkor Ai
- 21 mm f/4 Nikkor-O[p. 1]
- 24 mm f/2 Nikkor Ai
- 24 mm f/2 Nikkor Ai-S
- 24 mm f/2.8 Nikkor-N Non-Ai
- 24 mm f/2.8 Nikkor-H Non-Ai
- 24 mm f/2.8 Nikkor Non-Ai
- 24 mm f/2.8 Nikkor Ai
- 24 mm f/2.8 Nikkor Ai-S
- 24 mm f/3.5 Nikkor PC-E
- 28 mm f/2 Nikkor-N Non-Ai
- 28 mm f/2 Nikkor-H Non-Ai
- 28 mm f/2.8 Nikkor Ai
- 28 mm f/2.8 Nikkor Ai-S
- 28 mm f/2.8 Nikon Series E
- 28 mm f/2.8 PC-Nikkor Ai
- 28 mm f/3.5 Nikkor-H Non-Ai
- 28 mm f/3.5 Nikkor Ai
- 28 mm f/3.5 Nikkor Ai-S
- 28 mm f/3.5 PC-Nikkor Non-Ai
- 28 mm f/4 PC-Nikkor Ai
- 35 mm f/1.4 Nikkor-K Non-Ai
- 35 mm f/1.4 Nikkor Ai
- 35 mm f/1.4 Nikkor Ai-S
- 35 mm f/2 Nikkor-O Non-Ai
- 35 mm f/2 Nikkor Ai
- 35 mm f/2 Nikkor Ai-S
- 35 mm f/2.8 Nikkor-S Non-Ai
- 35 mm f/2.8 Nikkor Ai
- 35 mm f/2.8 Nikkor Ai-S
- 35 mm f/2.8 PC-Nikkor Non-Ai
- 45 mm f/2.8 Nikkor GN Non-Ai
- 45 mm f/2.8 Nikkor Ai-P
- 50 mm f/1.2 Nikkor Ai
- 50 mm f/1.2 Nikkor Ai-S
- 50 mm f/1.4 Nikkor-S Non-Ai
- 50 mm f/1.4 Nikkor Ai
- 50 mm f/1.4 Nikkor Ai-S
- 50 mm f/1.8 Nikkor Ai
- 50 mm f/1.8 Nikkor Ai-S
- 50 mm f/1.8 Nikon Series E
- 50 mm f/2 Nikkor-H Non-Ai
- 50 mm f/2 Nikkor Ai
- 55 mm f/1.2 Nikkor-S Non-Ai
- 55 mm f/1.2 Nikkor Ai
- 55 mm f/1.2 Nikkor Ai-S
- 55 mm f/2.8 Micro-Nikkor Ai-S
- 55 mm f/3.5 Nikkor-P Non-Ai
- 55 mm f/4 UV-Nikkor
- 58 mm f/1.2 NOCT-Nikkor Ai
- 58 mm f/1.2 NOCT-Nikkor Ai-S
- 58 mm f/1.4 Nikkor-S Non-Ai
- 85 mm f/1.4 Nikkor Ai-S
- 85 mm f/1.8 Nikkor-H Non-Ai
- 85 mm f/2 Nikkor Ai
- 85 mm f/2 Nikkor Ai-S
- 100 mm f/2.8 Nikon Series E
- 105 mm f/1.8 Nikkor Ai-S
- 105 mm f/2 Nikkor Ai-S
- 105 mm f/2.8 Micro-Nikkor Ai-S
- 105 mm f/4 Micro-Nikkor Non-Ai
- 135 mm f/2 Nikkor Ai
- 135 mm f/2 Nikkor Ai-S
- 135 mm f/2.8 Nikkor-Q Non-Ai
- 135 mm f/2.8 Nikkor Ai
- 135 mm f/2.8 Nikkor Ai-S
- 135 mm f/2.8 Nikon Series E
- 135 mm f/3.5 Nikkor-Q Non-Ai
- 135 mm f/3.5 Nikkor Ai
- 135 mm f/3.5 Nikkor Ai-S
- 135 mm f/4 UV-Nikkor
- 180 mm f/2.8 ED*Nikkor Ai-S
- 200 mm f/2 Nikkor Ai
- 200 mm f/2 ED*Nikkor Ai-S
- 200 mm f/2 IF-ED Nikkor Ai-S
- 200 mm f/4 Nikkor-H Non-Ai
- 200 mm f/4 Nikkor Ai
- 200 mm f/4 Nikkor Ai-S
- 200 mm f/4 Micro-Nikkor Non-Ai
- 200 mm f/4 Micro-Nikkor Ai
- 200 mm f/4 Micro-Nikkor Ai-S
- 200 mm f/5.6 Medical-Nikkor Non-Ai
- 300 mm f/2 (opravdu existuje!) ED*Nikkor Ai
- 300 mm f/2.8 Nikkor Non-Ai
- 300 mm f/2.8 ED*Nikkor Non-Ai
- 300 mm f/2.8 ED*Nikkor Ai
- 300 mm f/2.8 ED*Nikkor Ai-S
- 300 mm f/2.8 IF-ED Nikkor Ai-S
- 300 mm f/4.5 Nikkor-P Non-Ai
- 300 mm f/4.5 Nikkor-H Non-Ai
- 300 mm f/4.5 Nikkor Ai
- 300 mm f/4.5 ED*Nikkor Ai
- 300 mm f/4.5 ED*Nikkor Ai-S
- 400 mm f/2.8 ED*Nikkor Ai
- 400 mm f/2.8 ED*Nikkor Ai-S
- 400 mm f/2.8 IF-ED Nikkor Ai-S
- 400 mm f/3.5 ED*Nikkor Ai
- 400 mm f/3.5 ED*Nikkor Ai-S
- 400 mm f/5.6 ED*Nikkor Ai
- 400 mm f/5.6 ED*Nikkor Ai-S
- 500 mm f/4 ED*Nikkor Ai
- 500 mm f/4 ED*Nikkor Ai-S
- 500 mm f/4 IF-ED Nikkor Ai-P
- 500 mm f/5 Reflex-Nikkor Ai
- 500 mm f/8 Reflex-Nikkor.C Non-Ai
- 500 mm f/8 Reflex-Nikkor Ai
- 500 mm f/8 Reflex-Nikkor Ai-S
- 600 mm f/4 ED*Nikkor Ai
- 600 mm f/4 ED*Nikkor Ai-S
- 600 mm f/4 IF-ED Nikkor Ai-S
- 600 mm f/5.6 ED*Nikkor Ai
- 600 mm f/5.6 ED*Nikkor Ai-S
- 600 mm f/5.6 IF-ED Nikkor Ai-S
- 800 mm f/5.6 ED*Nikkor Ai-S
- 800 mm f/5.6 IF-ED Nikkor Ai-S
- 800 mm f/5.6 ED*Nikkor Ai-S
- 1000 mm f/11 Reflex-Nikkor Ai-S
- 1200 mm f/11 ED*Nikkor Ai-S
- 2000 mm f/11 Reflex-Nikkor Ai-S